# Мёнье, Шарль
Шарль Мёнье (нидерл. Charles Meunier; 18 июня 1903, Шарлеруа, Бельгия — 17 февраля 1971, Шарлеруа, Бельгия) — бельгийский профессиональный шоссейный велогонщик в 1926-1933 годах. Победитель велогонки Париж — Рубе (1929).

## Достижения
1926
2-й Чемпионат Бельгии по циклокроcсу
1928
3-й Париж — Рубе
1929
1-й Париж — Рубе
2-й Париж — Лилль

### Гранд-туры
| Гранд-тур      | 1928 |
| -------------- | ---- |
| Джиро д’Италия | —    |
| Тур де Франс   | НФ   |

| —  | Не участвовал  |
| НФ | Не финишировал |